# Abbaye de Neuenzell de Unteribach
Ne doit pas être confondu avec Abbaye de Neuzelle.
 (août 2020).
Si vous disposez d'ouvrages ou d'articles de référence ou si vous connaissez des sites web de qualité traitant du thème abordé ici, merci de compléter l'article en donnant les références utiles à sa vérifiabilité et en les liant à la section « Notes et références ».
L'abbaye de Neuenzell était une abbaye bénédictine à Unteribach, dans le Land de Bade-Wurtemberg et l'archidiocèse de Fribourg-en-Brisgau.

## Histoire
Les frères Hugo et Diethelm von Tiefenstein (de) installent en 1240, probablement dans une maison forte à Brühl, une chapelle ou un ermitage, appelée Neue Zelle. Par un don ou une récompense, elle revient à l'Abbaye Saint-Georges de Stein am Rhein (en). Les protecteurs sont les seigneurs de Hohenklingen (de). En 1250, Rodolphe IV de Habsbourg décide la destruction du monastère[pas clair][Lequel ?] et l'expulsion des moines. Le château de Tiefenstein (de) est démoli en 1272. En 1315, Léopold de Habsbourg confie à l'abbaye Saint-Blaise qui établit un prieuré dédié à Marie Madelaine en 1699. En 1787, le prévôt reçut un prêtre local et devient plus indépendant de Saint-Blaise. Après la dissolution de l'abbaye Saint-Blaise en 1803, le village autour de l'église paroissiale prend le nom d'Unter-Ibach.